# فهرست سال‌ها بر اساس فیلم
فهرست سال‌ها بر اساس فیلم نوشتارهای مجزای فیلم در سال را نمایش می‌دهد. هر سال، با ارائه و شرح اتفاقات مهم به عنوان مرجع، مشخص شده‌است.
- فیلم در سده ۱۹ میلادی
- فیلم در سده ۲۰ میلادی
  - دههٔ ۱۹۰۰ – دههٔ ۱۹۱۰ – دههٔ ۱۹۲۰ – دههٔ ۱۹۳۰ – دههٔ ۱۹۴۰ – دههٔ ۱۹۵۰ – دههٔ ۱۹۶۰ – دههٔ ۱۹۷۰ – دههٔ ۱۹۸۰ – دههٔ ۱۹۹۰
- فیلم در سده ۲۱ میلادی
  - دههٔ ۲۰۰۰ – دههٔ ۲۰۱۰ – دههٔ ۲۰۲۰

## فیلم در سده ۱۹ میلادی
- ۱۸۸۶ – لویی لو پرنس گواهی ثبت اختراع آمریکایی دوگانه‌اش را برای دستگاهی با ۱۶ لنز که ترکیبی از دوربین ثبت تصاویر متحرک و پروژکتور بود، دریافت کرد.
- ۱۸۸۸ – چشم‌انداز باغ روندهی، که در لیدز، یورکشر غربی، انگلستان به وسیله لویی لو پرنس، ضبط شده، نخستین فیلم تاریخ سینما است. این فیلم با سرعت ۲۰ فریم در ثانیه برداشته شده و قدیمی‌ترین فیلمی است که برجا مانده‌است. توماس ادیسون مفهوم کینتوسکوپ را که دستگاهی اولیه برای نمایش تصاویر متحرک بود، توصیف کرد.
- ۱۸۸۹ – ایستمن کداک نخستین کمپانی بود که تولید تجاری محصولی برای فیلم با شفافیت و انعطاف‌پذیری، به نام سلولوئید را آغاز کرد. نخستین فیلمی که با این فناوری برداشته شده، در هاید پارک لندن و توسط ویلیام فریز گرین برداشته شده‌است.
- ۱۸۹۰ – ویلیام کندی دیکسون کارش را روی سیلندر کینتوگراف توماس ادیسون، یا در این سال، یا سال ۱۸۸۹ به پایان رساند و نخستین فیلمی که با این سیستم برداشته شده، مسخره‌بازی نام دارد.
- ۱۸۹۱ – توماس ادیسون برای ثبت دریافت گواهی ثبت اختراع دوربین فیلم‌برداری اقدام کرد. او نخستین نمایش عمومی کینتوسکوپ را برای فدراسیون ملی کلوب‌های زنان، ترتیب داد.
- ۱۸٩۲ – ویلیام کندی دیکسون، که در استخدام توماس ادیسون بود، کینتوسکوپ را تکمیل کرد. در فرانسه، چارلز-امیل ریناد در تئاتر اپتیک، پاریس، نمایش‌های عمومی‌اش را با صدها طرح پشت سر هم تصویر شده، به وسیله پروژکتورش پراکسینوسکوپ که شبیه زوئتروپ بود، برای ایجاد تصاویر متحرک به مدت ۱۵ دقیقه، آغاز کرد. ایستمن کداک به کمپانی ایستمن کداک مبدل شد. مکس اسکلادانوسکی دوربینی را اختراع کرد و نخستین تصاویر متحرک را در این سال ضبط کرد. اما مشکلاتی که با شکل فیزیکی فیلم‌هایش داشت، کار او را برای نمایش فیلم‌هایش، تا هنگام تکمیل پروژکتورش، بایوسکوپ در اواخر ۱۸۹۵، به تعویق انداخت.
- ۱۸۹۳ – توماس ادیسون گواهی ثبت اختراعش را به شماره ۴۹۳٬۴۲۶ برای «وسیله‌ای برای نمایش تصاویر اشیاء متحرک» (کینتوسکوپ) دریافت کرد. او نخستین استودیوی فیلم آمریکا را به نام «بلک ماریای ادیسون» در اورنج غربی، نیوجرسی بنیان نهاد. نمایش اصلی کینتوسکوپ تکمیل شده او، در ۹ مه و در موزه بروکلین انجام شد و نخستین فیلمی که به صورت عمومی با این وسیله به نمایش درآمد، صحنه آهنگری بود.
- ۱۸۹۴ – ویلیام کندی دیکسون گواهی ثبت اختراعی برای فیلم دریافت کرد. توماس ادیسون عطسه فرد اوت را ضبط کرد. برادران لومیر سینماتوگراف را که ترکیبی از دوربین فیلمبرداری و پروژکتور بود، ثبت کردند.
- ۱۸۹۵ – سینماتوگراف ثبت شد. نخستین تصاویر برداشته شده با آن، در ۱۹ مارس ضبط شدند. برادران لومیر نخستین پخش خصوصی تصاویر متحرک را در ۲۲ مارس انجام دادن. برادران لومیر، نخستین پخش عمومی‌شان را در ال ادن، نخستین و قدیمی‌ترین سینما در جهان که در لسیوته فرانسه قرار دارد، در ۲۸ مارس برگزار کردند. گومون توسط مهندسی که مخترع شده بود، لئون گامونت، بنیان گذاشته شد. در آمریکا، فیلم ناطق تجربی دیکسون دو مرد را نمایش داد که با صدای ویولون، می‌رقصیدند. فیلم پستوی سلولوئید آن را نخستین مرجع همجنس‌گرایی در سینما معرفی می‌کند. نخستین پخش فیلم که در ازایش پول دریافت شد، در ۲۸ دسامبر در پاریس بود. این پخش تاریخی، نمایش فیلم کارگران در حال خروج از کارخانه لومیر به مدت ۴۶ ثانیه و چند فیلم دیگر از جمله آبیار آبیاری می‌شود به مدت ۴۹ ثانیه بود. در آلمان، مکس اسکلادانوسکی و برادرش، امیل، فیلم پروژکتور خود را توسعه دادند و از اول نوامبر در برلین، شروع به نمایش دادن، کردند. کمپانی تصاویر متحرک «امریکن موتوسکوپ و بیوگراف» در نیوجرسی توسط سندیکای کی‌ام‌سی‌دی ویلیام کندی دیکسون، هنری ماروین، هرمان کاسلر و الیاس کوپمن تأسیس شد. وودویل لاتام و پسرانش، «لاتام لوپ» را، که مفهومی از گم شدن دورها در فیلم بود را برای دوری از حرکات سریع آن، توسعه دادند. این مفهوم در ایدولوسکوپ، که نخستین فرمت صفحه عریض بود (۱٫۸۵:۱) عرضه شد. هرمان کاسلر از کمپانی موتوسکوپ، بیوگراف فرمت‌های ۶۸ و ۷۰ را عرضه کرد.
- ۱۸۹۶ – پاته فر تأسیس شد. در بریتانیا، بیرت ایکر و رابرت ویلیام پل پروژکتور خودشان را که تیاتروگراف نام داشت (و بعدها انیماتوگراف نام گرفت) توسعه دادند. ژرژ ملی‌یس از رابرت ویلیام پل، فیلم پروژکتوری خرید و نخستین فیلمش را ساخت. پروژکتوری که نامش ویتاسکوپ بود، توسط چارلز فرانسیس جنکینز طراحی شد. نخستین سینما در آمریکا، که به پخش تصاویر متحرک اختصاص داده شد، سالن ویتاسکوپ بود که در خیابان کانال در نیواورلئان، لوئیزیانا قرار داشت. نخستین بوسه ضبط شده در سینما بین می ایروین و جان رایس در بوسه اتفاق افتاد. نخستین کارگردان زن، آلیس گی-بلاش، افسانه کلم‌ها و رزها را عرضه کرد. سینما به دست برادران لومیر و با شش فیلم کوتاه صامت به نام‌های دریا، ورود لوکوموتیو بخار به ایستگاه لسیوته و چند فیلم دیگر که در سالن هتل ویلسون بمبئی نمایش داده شدند، به هند رسید.
- ۱۸۹۷ – ویتاگراف در نیویورک تأسیس شد. در انگلستان، دوربین پرسویچ ثبت شد. هاریشاندرا ساکارام بهاتوادکار دوربینی به قیمت ۲۱ گینی را به هند وارد کرده و نخستین فیلم مستند را که از یک مسابقه کشتی در باغ‌های معلق بمبئی برگزار می‌شد، ساخت. برداشت‌های روزانه از فیلم دربمبئی به دست کلیفتون و شرکا انجام شد. ۱۲۵ نفر در طول یک فیلمبرداری در چریتی بازار در پاریس و پس از آن‌که پرده به خاطر اتر به کار رفته در پروژکتور، آتش گرفت، کشته شدند.
- ۱۸۹۸ – ملی‌یس تولید فیلم را تحت برند «استار فیلم» آغاز کرد و چند فیلم کوتاه تبلیغاتی را کارگردانی کرد. هیرارال سن، ثبت صحنه‌های تئاتر اجرا شده در «تئاتر» کلاسیک کلکته را آغازید.
- ۱۸۹۹ – نخستین برداشت طولانی (بیشتر از ۱۰۰ متر) که با مونتاژ ساخته شده بود، «کار و بار دریفوس» بود و نخستین نسخه از سیندرلا هردو توسط ملی‌یس عرضه شد. (دومی نخستین فیلمی است که در آن از دیزالو یا فید استفاده شده‌است) ژرژ ملی‌یس همچنین ژان دارک را که فیلمی در مورد ژاندارک بود، نوشت و کارگردانی کرد. او در این فیلم، از کلوزآپ استفاده کرده‌است.

## دههٔ ۱۹۰۰
- ۱۹۰۰
  - شرلوک هلمز سردرگم
  - طراحی سحرآمیز
  - ژان دارک
  - مظفرالدین‌شاه در جشن عید گل
- ۱۹۰۱
  - تئاتر ستاره
  -  ریش‌آبی
  - Scrooge, or, Marley's Ghost
- ۱۹۰۲
  - سفری به ماه
- ۱۹۰۳
  - سرقت بزرگ قطار
  - زندگی یک آتش‌نشان آمریکایی
- ۱۹۰۴
  - سفر غیرممکن
- ۱۹۰۵
  - Adventures of Sherlock Holmes; or, Held for Ransom
  - جن سیاه
- ۱۹۰۶
  - داستان دارودسته کلی
  - Humorous Phases of Funny Faces
  - رؤیای یک خرگوش-شیطان
  - موتورسوار
- ۱۹۰۷
  - بن هور
  - L'Enfant prodigue
- ۱۹۰۸
  - Fantasmagorie
  - رام کردن زن سرکش
  - دست دزد
  - سوءقصد به جان دوک گیز،
  - بازدید از ساحل؛ نخستین استفاده از کینماکالر
  - پاته نیوز، فیلم اخبار جاری روز را اختراع کرد.
- ۱۹۰۹
  - پزشک دهکده
  - گوشه‌ای در گندم
  - بینوایان
  - شاهزاده نیکوتین یا پری دود
  - فیلم ۳۵ میلی‌متری به عنوان اندازه استاندارد جهانی پذیرفته شد.

## دههٔ ۱۹۱۰
- ۱۹۱۰ – در کالیفرنیای قدیم
- ۱۹۱۱ – دوزخ, Defence of Sevastopol
- ۱۹۱۲ – Independenţa României, The Musketeers of Pig Alley
- ۱۹۱۳ – فانتوماس, راجا هاریشچاندرا
- ۱۹۱۴ – The Perils of Pauline, Judith of Bethulia، عشق جریحه‌دار شده تیلی
- ۱۹۱۵ – تولد یک ملت، Les Vampires
- ۱۹۱۶ – تعصب، The Queen of Spades، گرتی دایناسور، ۲۰٬۰۰۰ فرسنگ زیر دریا، ساعت یک بامداد؛ اختراع تکنی‌کالر.
- ۱۹۱۷ – Rebecca of Sunnybrook Farm, A Man There Was, The Little Princess
- ۱۹۱۸ – Stella Maris, Mickey, Shifting Sands، زندگی سگی
- ۱۹۱۹ – شکوفه‌های پرپر، سوزی پاک‌دل، مرد و زن، دالاگانگ بوکید، خوشی یک روز

## دههٔ ۱۹۲۰
- ۱۹۲۰ – در دوردست شرق، مطب دکتر کالیگاری، یک هفته
- ۱۹۲۱ – چهار سوار سرنوشت، کالسکه شبح، پسربچه، سرنوشت، شیخ
- ۱۹۲۲ – نوسفراتو، نانوک شمالی، خون و شن، همسران احمق، دکتر مابوزه: قمارباز
- ۱۹۲۳ – مهمان‌نوازی ما، زن پاریسی، واگن سرپوشیده؛ فیلم ۱۶ میلی‌متری معرفی شد.
- ۱۹۲۴ – طمع، شرلوک جونیور، شاهین دریا، تحقیرشده‌ترین مرد
- ۱۹۲۵ – رزم‌ناو پوتمکین، جشن بزرگ، اعتصاب، جویندگان طلا، هفت شانس
- ۱۹۲۶ – ژنرال، فاوست، آلومای دریاهای جنوب، محض رضای خدا
- ۱۹۲۷ – طلوع: آواز دو انسان، ناپلئون، خواننده جاز، متروپلیس، اکتبر: ده روزی که دنیا را تکان داد، ناشناخته
- ۱۹۲۸ – مصائب ژاندارک، کشتی بخار ویلی، چراغ‌های نیویورک، وایکینگ، مردم عادی
- ۱۹۲۹ – مردی با دوربین فیلم‌برداری، سگ اندلسی، جعبه پاندورا، نوای برادوی؛ برگزاری نخستین دوره جوایز اسکار

## دههٔ ۱۹۳۰
- ۱۹۳۰ – عصر طلایی، زمین، فرشته آبی، در جبهه غرب خبری نیست، خون یک شاعر
- ۱۹۳۱ – روشنایی‌های شهر، ام، فرانکنشتاین، دراکولا، تابو، میلیون
- ۱۹۳۲ – دردسر در بهشت، عجیب‌الخلقه‌ها، خون‌آشام، امشب عاشقم باش، صورت زخمی؛ فیلم ۸ میلی‌متری عرضه شد.
- ۱۹۳۳ – سوپ اردک، کینگ کونگ، ایزدبانو، نمره اخلاق صفر، خیابان ۴۲، حومه؛ حلقه خلاف‌کاران
- ۱۹۳۴ – آتالانت، در یک شب اتفاق افتاد، اسکارلت امپراتریس، مرد آران، این یک هدیه‌ست
- ۱۹۳۵ – عروس فرانکنشتاین، شبی در اپرا، کلاه سیلندری، ۳۹ پله، پیروزی اراده
- ۱۹۳۶ – عصر جدید، گردشی بیرون شهر، جرم موسیو لانگه، پی‌پی لو موکو، اعترافات یک متقلب
- ۱۹۳۷ – توهم بزرگ، سفیدبرفی و هفت کوتوله، راهی به فردا ساختن، حقیقت تلخ، فرشته
- ۱۹۳۸ – پرورش بیبی، الکساندر نوسکی، خانم ناپدید می‌شود، المپیا، شهرک پسرها
- ۱۹۳۹ – بر باد رفته، جادوگر شهر از، دلیجان، آقای اسمیت به واشینگتن می‌رود، نینوتچکا، قاعده بازی

## دههٔ ۱۹۴۰
- ۱۹۴۰ – منشی همه‌کاره او، خوشه‌های خشم، داستان فیلادلفیا، دیکتاتور بزرگ، پینوکیو، فانتازیا
- ۱۹۴۱ – همشهری کین، بانو ایو، سفرهای سولیوان، شاهین مالت، دره من چه سرسبز بود، گروهبان یورک، دامبو
- ۱۹۴۲ – کازابلانکا، آمبرسون‌های باشکوه، بودن یا نبودن، داستان پالم بیچ، مردمان گربه‌ای، بامبی
- ۱۹۴۳ – زندگی و مرگ کلنل بلیمپ، روز خشم، سایه‌های نیمروز، سایه یک شک، با یک زامبی راه رفتم
- ۱۹۴۴ – غرامت مضاعف، ایوان مخوف، مرا در سن لویی ملاقات کن، داشتن و نداشتن، لورا، یک داستان کانتربوری
- ۱۹۴۵ – مامان و بابا، بچه‌های بهشت، رم، شهر بی‌دفاع، برخورد کوتاه، می‌دانم کجا می‌روم، بانوان جنگل بولونی
- ۱۹۴۶ – چه زندگی شگفت‌انگیزی، بدنام، کلمنتاین عزیزم، از خودی‌ها، مسئله زندگی و مرگ، بهترین سال‌های زندگی ما؛ برگزاری جشنواره فیلم کن ۱۹۴۶.
- ۱۹۴۷ – معجزه در خیابان ۳۴ام، قرارداد شرافتمندانه، از درون گذشته، موسیو وردو، آلمان، سال صفر
- ۱۹۴۸ – دزد دوچرخه، نامه‌ای از زنی ناشناس، گنج‌های سیرا مادره، کفش‌های قرمز، رودخانه سرخ؛ برگزاری نخستین دوره جوایز بفتا.
- ۱۹۴۹ – مرد سوم، تمام مردان شاه، نامه‌ای به سه همسر، اواخر بهار، قلب‌های مهربان و نیم‌تاج‌ها

## دههٔ ۱۹۵۰
- ۱۹۵۰ – راشومون، سان‌ست بلوار، همه‌چیز درباره ایو، فراموش‌شدگان، آنی تفنگت را می‌گیرد، در مکانی پرت، هاروی، سیندرلا
- ۱۹۵۱ – اتوبوسی به نام هوس، آلیس در سرزمین عجایب، رود، معجزه در میلان، بیگانگان در ترن، یک آمریکایی در پاریس، کجا می‌روی
- ۱۹۵۲ – آواز در باران، بزرگترین نمایش روی زمین، نیمروز، این سینه‌راما است، اومبرتو دی، مرد آرام، مزد ترس
- ۱۹۵۳ – پیتر پن، از اینجا تا ابدیت، داستان توکیو، اوگتسو مونوگاتاری، گوش‌واره‌های مادام...، سفر در ایتالیا، واگن دسته موزیک؛ نخستین استفاده از سینمااسکوپ.
- ۱۹۵۴ – هفت سامورایی، پنجره پشتی، ام را به نشانه مرگ بگیر، جاده، کریسمس سفید، سانشوی مباشر، در بارانداز
- ۱۹۵۵ – شورش بی‌دلیل، گرفتن یک دزد، شب شکارچی، اردت، پاتر پانچالی، ابرهای شناور، بانو و ولگرد
- ۱۹۵۶ – ده فرمان، چرخ و فلک، پادشاه و من، غول، قشر مرفه، جویندگان، بر باد نوشته، حمله جسددزدها
- ۱۹۵۷ – ۱۲ مرد خشمگین، مهر هفتم، توت‌فرنگی‌های وحشی، پل رودخانه کوای، بوی خوش موفقیت، راه‌های افتخار، سریر خون
- ۱۹۵۸ – سرگیجه، ژی‌ژی، گربه روی شیروانی داغ، آرام جنوبی، نشانی از شر، خاکسترها و الماس‌ها، اتاق موسیقی، دایی من
- ۱۹۵۹ – بعضی‌ها داغشو دوست دارن، بن هور، چهارصد ضربه، شمال از شمال غربی، تشریح یک قتل، زیبای خفته، ریو براوو، جیب‌بر

## دههٔ ۱۹۶۰
- ۱۹۶۰ – روانی، از نفس افتاده، خروج، اسپارتاکوس، آپارتمان، آلامو، زندگی شیرین، ماجرا
- ۱۹۶۱ – داستان وست ساید، محاکمه در نورنبرگ، طلاق به سبک ایتالیایی، یوجیمبو، صبحانه در تیفانی، صد و یک سگ خالدار، ویرانی در بهشت
- ۱۹۶۲ – لورنس عربستان، کشتن مرغ مقلد، کاندیدای منچوری، کودکی ایوان، لولیتا
- ۱۹۶۳ – پرندگان، هاد، جلاد، در چنگ ارواح، فرار بزرگ، زنبق‌های مزرعه، ۱/۲ ۸، کلئوپاترا
- ۱۹۶۴ – زن در ریگ روان، شب‌زنده‌داری با بزن و بکوب، به خاطر یک مشت دلار، بانوی زیبای من، دکتر استرنجلاو، مری پاپینز
- ۱۹۶۵ – اشک‌ها و لبخندها، دکتر ژیواگو، به خاطر چند دلار بیشتر، گلوله آتشین، مسابقه بزرگ
- ۱۹۶۶ – پرسونا، چه کسی از ویرجینیا وولف می‌ترسد؟، خوب، بد، زشت، دانه‌های شن، مردی برای تمام فصول، نبرد الجزیره
- ۱۹۶۷ – بانی و کلاید، فارغ‌التحصیل، لوک خوش‌دست، در گرمای شب، به عقب نگاه نکن، کتاب جنگل
- ۱۹۶۸ – ادیسه فضایی، روزی روزگاری در غرب، بچه رزماری، شب مردگان زنده، سیاره میمون‌ها
- ۱۹۶۹ – کابوی نیمه‌شب، شجاعت واقعی، ایزی رایدر، زد، بوچ کسیدی و ساندنس کید، این گروه خشن

## دههٔ ۱۹۷۰
- ۱۹۷۰ – نمایش، داستان عشق، گربه‌های اشرافی، پنج بخش آسان، پاتون، مش، دنباله‌رو؛ نخستین فیلم‌های آی‌مکس.
- ۱۹۷۱ – ارتباط فرانسوی، پرتقال کوکی، ویلی وانکا و کارخانه شکلات‌سازی، هری کثیف، آخرین نمایش فیلم، ویولون‌زن روی بام
- ۱۹۷۲ – پدرخوانده، آگیره، خشم پروردگار، جذابیت پنهان بورژوازی، سولاریس، فریادها و نجواها، آخرین تانگو در پاریس
- ۱۹۷۳ – جن‌گیر، حالا نگاه نکن، زمین‌های لم‌یزرع، پاپیون، آمارکورد، نیش، اژدها وارد می‌شود، خیابان‌های پایین شهر
- ۱۹۷۴ – زنی تحت تأثیر، پدرخوانده: قسمت دوم، محله چینی‌ها، مکالمه، زین‌های شعله‌ور، کشتار با اره‌برقی در تگزاس
- ۱۹۷۵ – آرواره‌ها، دیوانه از قفس پرید، بری لیندون، بعد از ظهر سگی، نشویل، فیلم راکی هارور؛ دستگاه پخش نوار ویدئویی (وی‌سی‌آر) به صورت انبوه به بازار آمد.
- ۱۹۷۶ – راننده تاکسی، راکی، شبکه، کری، همه مردان رئیس‌جمهور، در قلمرو احساسات، ۱۹۰۰، فرار لوگان
- ۱۹۷۷ – آنی هال، جنگ ستارگان، پلی در دوردست، برخورد نزدیک از نوع سوم، تب شب یکشنبه، پراویدنس
- ۱۹۷۸ – هالووین، طلوع مردگان، گریس، درخت چوب سندل، روزهای بهشت، شکارچی گوزن، سوپرمن
- ۱۹۷۹ – اینک آخرالزمان، مکس دیوانه، زندگی برایان، بیگانه، کرامر علیه کرامر، منهتن، استاکر، پیشتازان فضا: فیلم

## دههٔ ۱۹۸۰
- ۱۹۸۰ – امپراتوری ضربه می‌زند، گاو خشمگین، درخشش، مردم معمولی، کاگه‌موشا، هواپیما!، پادوی گلف
- ۱۹۸۱ – مهاجمان صندوق گمشده، روی گلدن پاند، ارابه‌های آتش، سکه‌هایی از بهشت، کشتی، سرخ‌ها، انفجار
- ۱۹۸۲ – بلید رانر، انتخاب سوفی، پولترگایست، فیتزکارالدو، فانی و الکساندر، ای. تی. موجود فرازمینی، توتسی، گاندی
- ۱۹۸۳ – بی‌نور، پول، شرایط مهرورزی، سلطان کمدی، مردان واقعی، تجارت پرمخاطره، نوستالژی،  بازگشت جدای
- ۱۹۸۴ – این اسپینال تپ است، آمادئوس، بچه کاراته‌کا، نابودگر، روزی روزگاری در آمریکا، شکارچیان روح، پاریس، تگزاس
- ۱۹۸۵ – بازگشت به آینده، بیا و ببین، آشوب، برزیل، شوآ، خارج از آفریقا، کلوپ صبحانه، رنگ ارغوانی
- ۱۹۸۶ – مخمل آبی، بیگانه‌ها، قربانی، روز تعطیل فریس بولر، کنار من بمان، هانا و خواهرانش، جوخه، تاپ گان
- ۱۹۸۷ – جذابیت مرگبار، زیر آسمان برلین، مردگان، رقص کثیف، عروس شاهزاده، مرده شریر ۲، غلاف تمام‌فلزی، آخرین امپراتور
- ۱۹۸۸ – مرد بارانی، آخرین وسوسه مسیح، همسایه من توتورو، گریز نیمه‌شب، شباهت کامل، سینما پارادیزو، چه کسی برای راجر رابیت پاپوش دوخت؟، جان‌سخت
- ۱۹۸۹ – کار درست را بکن، رانندگی برای خانم دیزی، پری دریایی کوچولو، جنایت و جنحه، ورطه، کلوزآپ، بتمن؛ نخستین انتشار مجله امپایر.

## دههٔ ۱۹۹۰
- ۱۹۹۰ – تنها در خانه، رفقای خوب، روح، فرشته‌ای سر میز من، ادوارد دست‌قیچی، تقاطع میلر، رقصنده با گرگ‌ها، یادآوری کامل
- ۱۹۹۱ – سکوت بره‌ها، نابودگر ۲: روز داوری، جی‌اف‌کی، یک روز تابستانی درخشان‌تر، تلما و لوییز، دیو و دلبر
- ۱۹۹۲ – نابخشوده، علاءالدین، سگ‌های انباری، بازیگر، غریزه اصلی، بازی گریه، چند مرد خوب، هند و چین
- ۱۹۹۳ – فهرست شیندلر، پیانو، به نام پدر، روز دوم ماه فوریه، پارک ژوراسیک، فیلادلفیا، سه رنگ: آبی
- ۱۹۹۴ – فارست گامپ، داستان عامه‌پسند، رستگاری در شائوشنک، شیرشاه، افسانه‌های خزان، سه رنگ: قرمز، مستخدمان
- ۱۹۹۵ – دلاور، هفت، داستان اسباب‌بازی، مخمصه، نون و گلدون، ۱۲ میمون، مظنونین همیشگی، آپولو ۱۳؛ نخستین دی‌وی‌دی منتشر شد.
- ۱۹۹۶ – فارگو، شکستن امواج، رگ‌یابی، گوژپشت نتردام، روز استقلال، جری مگوایر، بیمار انگلیسی، لاس زدن با فاجعه
- ۱۹۹۷ – تایتانیک، شب‌های عیاشی، طعم گیلاس، آتش‌بازی، محرمانه لس‌آنجلس، ویل هانتینگ خوب، زندگی زیباست، جکی براون
- ۱۹۹۸ – نجات سرباز رایان، تاریخ مجهول آمریکا، خط باریک سرخ، شکسپیر عاشق، لبوفسکی بزرگ، ساعت شلوغی، نمایش ترومن، مولان
- ۱۹۹۹ – زیبایی آمریکایی، ماتریکس، حس ششم، باشگاه مبارزه، مگنولیا، پروژه جادوگر بلر، ساوت پارک: گنده‌تر، درازتر و کوتاه‌نشده، چشمان کاملاً بسته

## دههٔ ۲۰۰۰
- ۲۰۰۰ – در حال و هوای عشق، ببر خیزان، اژدهای پنهان، سکو، ممنتو، ارین براکویچ، دورافتاده، گلادیاتور؛ ایجاد نخستین سینمای دیجیتال در اروپا به وسیله فیلیپه بیانت.
- ۲۰۰۱ – جاده مالهالند، خانواده اشرافی تننبام، ارباب حلقه‌ها: یاران حلقه، ذهن زیبا، شهر اشباح، شرک، دانی دارکو، هری پاتر آغاز مجموعه.
- ۲۰۰۲ – شهر خدا، با او حرف بزن، گزارش اقلیت، دو برج، مرد عنکبوتی، پیانیست، شیکاگو، کشتی روسی
- ۲۰۰۳ – اولدبوی، بیل را بکش بخش ۱، فیل، هیولا، بازگشت پادشاه، دزدان دریایی کارائیب: نفرین مروارید سیاه، در جستجوی نمو
- ۲۰۰۴ – درخشش ابدی یک ذهن پاک، مصائب مسیح، دختر میلیون دلاری، شگفت‌انگیزان، راه‌های فرعی، بیماری گرمسیری، هتل رواندا، سقوط
- ۲۰۰۵ – پنهان، دنیای جدید، کوهستان بروکبک، مرگ آقای لازارسکو، سابقه خشونت، غرور و تعصب، سربه‌راه باش، بتمن آغاز می‌کند
- ۲۰۰۶ – فرزندان انسان، هزارتوی پن، رفتگان، دختران رؤیایی، زندگی دیگران، پرستیژ، ملکه، کازینو رویال
- ۲۰۰۷ – ۳۰۰، من افسانه‌ام، راتاتویی، خون به پا خواهد شد، به‌سوی طبیعت وحشی، جایی برای پیرمردها نیست، کفاره، جونو
- ۲۰۰۸ – شوالیه تاریکی، مرد آهنی، وال-ئی، گرن تورینو، میلیونر زاغه‌نشین، کشتی‌گیر، میلک، ویکی کریستینا بارسلونا
- ۲۰۰۹ – حرامزاده‌های لعنتی، بالا، راز چشمان آن‌ها، مری و مکس، منطقه ۹، آواتار، شاهدخت و قورباغه، پیشتازان فضا

## دههٔ ۲۰۱۰
- ۲۰۱۰ – قوی سیاه، تلقین، سخنرانی پادشاه، گیسوکمند، شبکه اجتماعی، زمستان استخوان‌سوز، چگونه اژدهای خود را تربیت کنیم، ۱۲۷ ساعت، آلیس در سرزمین عجایب، داستان اسباب‌بازی ۳، شهر، شهامت واقعی، مشت‌زن، مثل آب خوردن، اسکات پیلگریم در برابر دنیا، کیک-اس، بچه‌ها حالشان خوب است
- ۲۰۱۱ – آرتیست، رانندگی، دست‌نیافتنی‌ها، هوگو، جدایی نادر از سیمین، درخت زندگی، دختری با خالکوبی اژدها، نیمه‌شب در پاریس، ساقدوش‌ها، زادگان، اسب جنگی، مانیبال، ثور، بندزن خیاط سرباز جاسوس، ماپت‌ها، خدمتکاران، کلبه‌ای در جنگل، سوپر هشت، ظهور سیاره میمون‌ها، ماجراهای تن‌تن
- ۲۰۱۲ – اسکای‌فال، پرومته، انتقام‌جویان، هابیت: یک سفر غیرمنتظره، آرگو، لینکلن، جنگوی زنجیرگسسته، زندگی پی، بینوایان، تد، دفترچه امیدبخش، آوازخوان حرفه‌ای، خیابان جامپ شماره ۲۱، مجیک مایک، قلمرو طلوع ماه، رالف خرابکار، استاد، جانوران حیات وحش جنوب، دلیر، سی دقیقه پس از نیمه‌شب، عشق، بازی‌های گرسنگی، شوالیه تاریکی برمی‌خیزد
- ۲۰۱۳ – گرگ وال استریت، هابیت: برهوت اسماگ، ۱۲ سال بردگی، جاذبه، بدو میلکها بدو، شتاب، منجمد، حقه‌بازی آمریکایی، کثافت، باشگاه خریداران دالاس، کاپیتان فیلیپس، او، زیر پوست، زندگی ادل، زندانیان، احضار، درون لوین دیویس، نبراسکا، حاشیه اقیانوس آرام، جنگ جهانی زد، فیلومنا، این آخرشه، ته دنیا، یاسمن پژمرده
- ۲۰۱۴ – میان‌ستاره‌ای، پسرانگی، هابیت: نبرد پنج سپاه، هتل بزرگ بوداپست، فیلم لگو، بردمن، نگهبانان کهکشان، ویپلش، پدینگتون، تک‌تیرانداز آمریکایی، به‌سوی جنگل، کینگزمن: سرویس مخفی، ۶ ابرقهرمان، سلما، دختر گم‌شده، فرانک، فاکس‌کچر، شبگرد، جان ویک، کاپیتان آمریکا: سرباز زمستان، وحشی، بازی تقلید، نظریه همه‌چیز
- ۲۰۱۵ – جنگ ستارگان: نیرو برمی‌خیزد، مکس دیوانه: جاده خشم، بازگشته، هشت نفرت‌انگیز، درون و بیرون، اسپات‌لایت، مریخی، اکس‌مشینا، پل جاسوس‌ها، رکود بزرگ، اتاق، فیلم بادام زمینی، سیندرلا، کارول، کرید، خشن ۷، امی، داف، شیرجه، سیکاریو، مستقیم از کامپتن
- ۲۰۱۶ – زوتوپیا، ددپول، دکتر استرنج، موانا، ورود، منچستر بای د سی، لا لا لند، مهتاب، سالی، ستیغ هک‌سا، حصارها، جانوران شگفت‌انگیز و زیستگاه آن‌ها، شیر، کتاب جنگل، فلورانس فاستر جنکینز، درود بر سزار!، کاپیتان آمریکا: جنگ داخلی، اینجانب، دانیل بلیک، سکوت، ارقام پنهان، اگر سنگ از آسمان ببارد
- ۲۰۱۷ – شکل آب، واندر وومن، برو بیرون، کوکو، دانکرک، لوگان، آن، هنرمند فاجعه، پدینگتون ۲، بیبی راننده، پست، من تونیا هستم، بلید رانر ۲۰۴۹، نگهبانان کهکشان بخش ۲، کودک خاموش، بیمار بزرگ، اعجوبه، مرا با نامت صدا کن، بازی مالی، رشته خیال، لیدی برد، قانون کودکان، تو هرگز واقعاً اینجا نبودی، پروژه فلوریدا، سه بیلبورد خارج از ابینگ، میزوری، تاریک‌ترین لحظات، داستان‌های ارواح، Anna and the Apocalypse، دیو و دلبر، جومانجی: به جنگل خوش آمدید، برترین شومن; اتهامات آزار جنسی هاروی واینستین مطرح شد؛ در هشتاد و نهمین دوره جوایز اسکار، فیلم مهتاب در تلویزیون ملی در اثر اشتباه وارن بیتی به عنوان برنده بهترین فیلم اعلام شد در حالی که برنده واقعی لا لا لند بود.
- ۲۰۱۸ – انتقام‌جویان: جنگ ابدیت، بازیکن شماره یک آماده، ستاره‌ای زاده شده‌است، مرد عنکبوتی: به درون دنیای عنکبوتی، بامبلبی، موروثی، پلنگ سیاه، تایتان‌های نوجوان به سینما می‌آیند!، بازگشت مری پاپینز، یک لطف ساده، نفرتی که تو می‌کاری، رما، آسیایی‌های خرپول، بلکککلنزمن، نابودی، نخستین انسان، ببخشید مزاحم شما شدم، یک مکان ساکت، مأموریت: غیرممکن - فال‌اوت، تو همسایه من نیستی؟، می‌تونی مرا ببخشی؟، کلاس هشتم، نخستین اصلاح‌شده، استن و الی، راپسودی بوهمی، اوقات بد در ای‌ال رویال، کتاب سبز، سوگلی، Swing Kids، سوسپیریا (۲۰۱۸)، انجمن ادبی و پای پوست سیب‌زمینی گرنزی
- فیلم در ۲۰۱۹ – جوکر، ۱۹۱۷، انگل، راکت‌من، زنان کوچک، مرد ایرلندی، وداع، روزی روزگاری در هالیوود، نژا، آلیتا: فرشته جنگ، بامب‌شل، ما، آماده باشی یا نه، نابودگر: سرنوشت تاریک، فانوس دریایی، داستان ازدواج، چاقوکشی، فورد در برابر فراری، Hair Love، دولمایت اسم من است، جوجو خرگوشه، بوک اسمارت، ریچارد جول، روزی زیبا در محله

## دههٔ ۲۰۲۰
- ۲۰۲۰ – شیطان‌کش: فیلم کیمتسو نو یائیبا: قطار موگن، سرزمین خانه‌به‌دوش‌ها، ولف واکرز، میناری، هشتصد، همیلتون، منک، مرد نامرئی، ۵ هم‌خون، دادگاه شیکاگو هفت، یک دور دیگر، زن جوان آتیه‌دار، پدر، ویلابی‌ها، بورات ۲، سونیک خارپشت، بلک باتم ما رینی، انگاشته، مسابقه آواز یوروویژن: داستان حماسه آتش، اسکوب، روح; به دلیل تأثیر دنیاگیری کروناویروس بر سینما، تعدادی از فیلم‌ها تولید خود را تعطیل کردند، یا اکران‌های اولیه لغو شده و تاریخ‌های اکران جدید یا اکران‌های دیجیتالی معرفی شدند.
- ۲۰۲۱ – تل‌ماسه، دیشب در سوهو، میچل‌ها در برابر ماشین‌ها، آمرزیدگان فراوان شهر نیوآرک، یهودا و مسیح سیاه، [[گزارش

فرانسوی]]، آخرین دوئل، ویوو، بارب و استار به ویستا دل‌مار می‌روند